# معركة ديرهام
معركة ديرهام (Dyrham) ورد في السجلات التاريخية الأنجلو-سكسونية,أنه عند بلدة ديرهام شرق بريستول قام كولين ملك وسكس بهزيمة وقتل ثلاثة من الملوك البريطانيين واستمر في مشروعه لاحتلال:باث، وسرنشستر، وجلوسستر.